# グランド・ベル・フォリー
『グランド・ベル・フォリー』は宝塚歌劇団によって制作された舞台作品。月組公演。形式名は「宝塚レビュー」。20場。
作・演出は酒井澄夫。併演作品は『バロンの末裔』。

## 解説
※『宝塚歌劇100年史（舞台編）』の宝塚大劇場公演を参考にしている。
新しい世紀に向かって今一度宝塚レビューと振り返るという、レビュー・ルネッサンスの意向の下に生まれたレビュー大作。パリ・レビューの曲、想い出の曲を下敷きに、現代風に新しいアレンジを加えた作品。舞台はパリと地中海、花と月をテーマに、宝塚を退団する久世星佳と月組の魅力を全て盛り込んだ豪華レビュー。東京公演は一部、内容を変更している。

## 公演期間と公演場所
- 1996年12月20日 - 1997年2月2日　宝塚大劇場[1]
- 1997年4月4日 - 4月30日　東京宝塚劇場[2]

## スタッフ
※氏名の後ろに「宝塚」「東京」の文字がなければ両劇場。
- 作曲・編曲：吉田優子/西村耕次/寺田瀧雄/鞍富真一
- ピアノ演奏（録音）：羽田健太郎
- 編曲：小高根凡平
- 音楽指揮：小高根凡平（宝塚）、清川知己（東京）
- 振付：羽山紀代美/名倉加代子/藍エリナ
- 装置：石濱日出雄
- 衣装：静間潮太郎/有村淳
- 照明：勝柴次朗
- 音響：加門清邦
- 小道具：万波一重
- 効果：木多美生
- 演出助手：荻田浩一/大野拓史
- 振付助手：入江利明/若央りさ
- 装置補：広森守
- 舞台進行：西原徳充
- 舞台監督：佐田民夫（東京）/江口正昭（東京）/八木千寿子（東京）/藤村信一（東京）
- 演奏：宝塚管弦楽団（宝塚）、東宝オーケストラ（東京）
- 製作担当：横山美次（東京）
- 制作：佐分孝

## 宝塚公演における特別出演
※氏名の（）は当時の所属組。
- 1996年12月24日 - 12月28日：麻路さき（星組）[1]
- 1997年1月4日 - 1月7日：高嶺ふぶき（雪組）[1]
- 1997年1月9日 - 1月12日：真矢みき（花組）[1]

## 主な配役
宝塚
- 月の歌手S、月の紳士S、ブーケダムールの紳士S、デュエットの紳士、ショパン、スパニッシュの男S、カーニバルの男S、ピエール、フィナーレの男S、パレードの男S - 久世星佳

- 月のエトワール、ブーケダムールの淑女S、ジャズの女S、スパニッシュの女A、カーニバルの女S、ギャビー、フィナーレの女S、パレードの女S - 風花舞

- 月の歌手A、ブーケ・ダムールの紳士A - 真琴つばさ（12月24日-12月28日、1月4日-1月7日、1月9日-1月12日）
- 薔薇の紳士S - 真琴つばさ（12月20日-12月23日、1月1日-1月3日、1月13日-2月2日）
- ジョルジュ・サンド、スパニッシュの男A、カーニバルの男A、フィナーレの男A、フィナーレの歌手、パレードの男A - 真琴つばさ（全日程共通）

- 月の歌手A、ブーケ・ダムールの紳士A - 姿月あさと（12月24日-12月28日、1月4日-1月7日、1月9日-1月12日）
- ジャズの男A、スパニッシュの若者、カーニバルの男A、フィナーレの男A、パレードの男A - 姿月あさと（全日程共通）

- 薔薇の紳士S、デュエットの紳士、カーニバルの男S、フォーリー・シンガーS、パレードの男S - 麻路さき（12月24日-12月28日）、高嶺ふぶき（1月4日-1月7日）、真矢みき（1月9日-1月12日）

東京公演は一部変更。他の3組のトップスターが特別出演していた場面は固定。